# Lantremange
Ne doit pas être confondu avec Loutremange.
Lantremange (en wallon Lancmindje) est une section de la ville belge de Waremme, située en Wallonie dans la province de Liège. C'était une commune à part entière avant la fusion des communes de 1971
Elle est traversée par le Geer. Elle était, dans le passé, possession des abbés de Stavelot-Malmedy.
En 2013, son comité de village l'a proclamé : "LE VILLAGE DES FAMILLES".

## Démographie
- Sources:INS, Rem:1831 jusqu'en 1970=recensements, 1976= nombre d'habitants au 31 décembre

## Patrimoine et culture

### Patrimoine architectural
- L'église Saint-Sébastien date de 1853. L'intérieur de l'église est de style néo-baroque. Autour de l'église se trouvent des pierres tombales vieilles du XIVe siècle.
- L'ancien moulin le long du Geer date du début du XVIIIe siècle.
- La Ferme Naveau, principale ferme du village, date de la fin du XVIIIe siècle et du début du XIXe siècle. La porte d'entrée est datée de 1774. Elle forme un vaste quadrilatère typique des fermes Hesbignones de l'époque.